# Chiesa di Sant'Antonio di Padova (Palermo)
Il santuario di Sant'Antonio di Padova o primitiva chiesa di Sant'Antonino è un edificio di culto ubicato nel centro storico di Palermo, posto in corrispondenza del quadrivio derivato dall'incrocio di via Maqueda presso l'antica porta di Vicari, corso Tukory, via Oreto e piazza Giulio Cesare. L'aggregato monumentale comprende la chiesa, il convento e le cripte.

## Storia

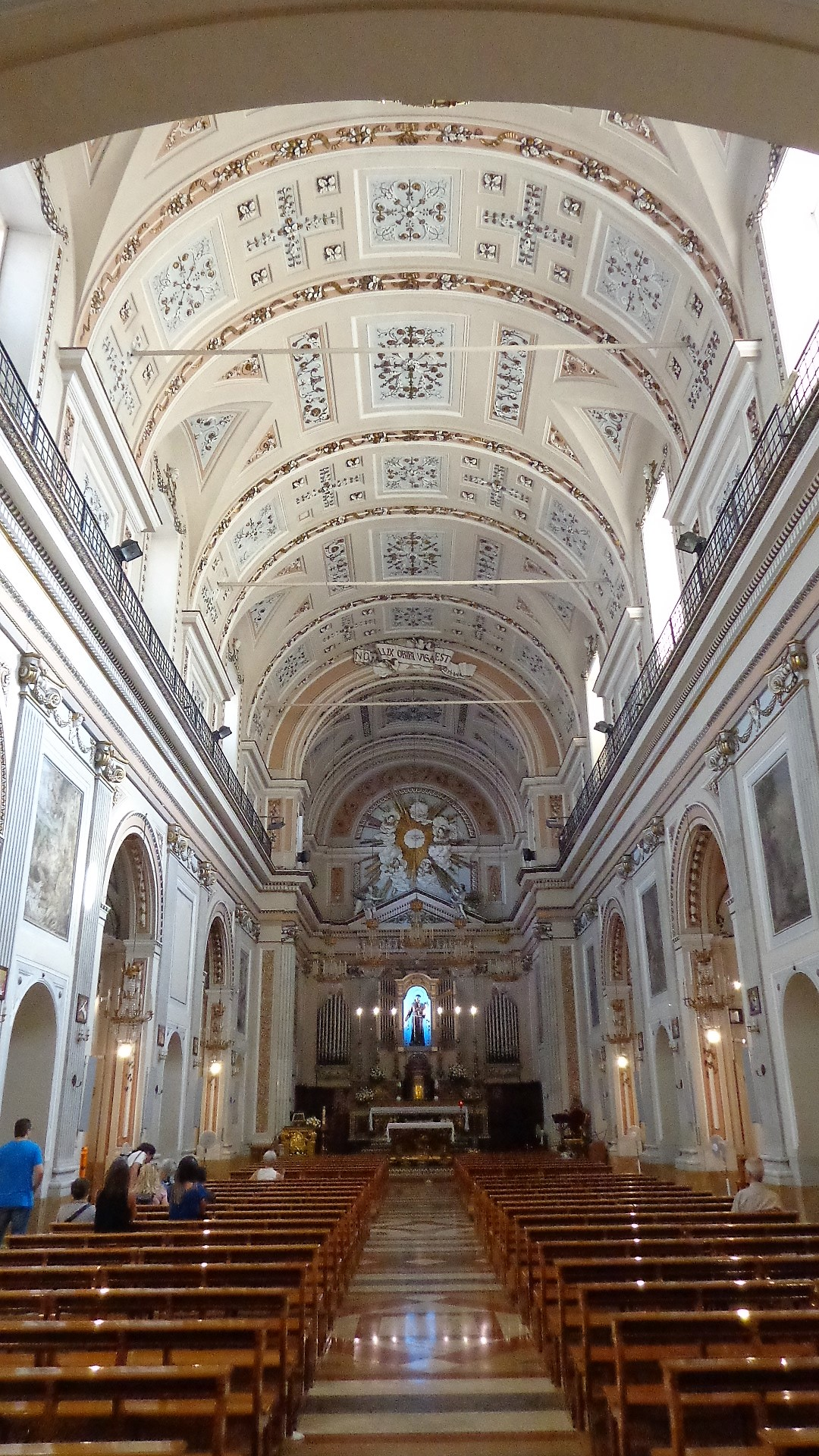
Navata.

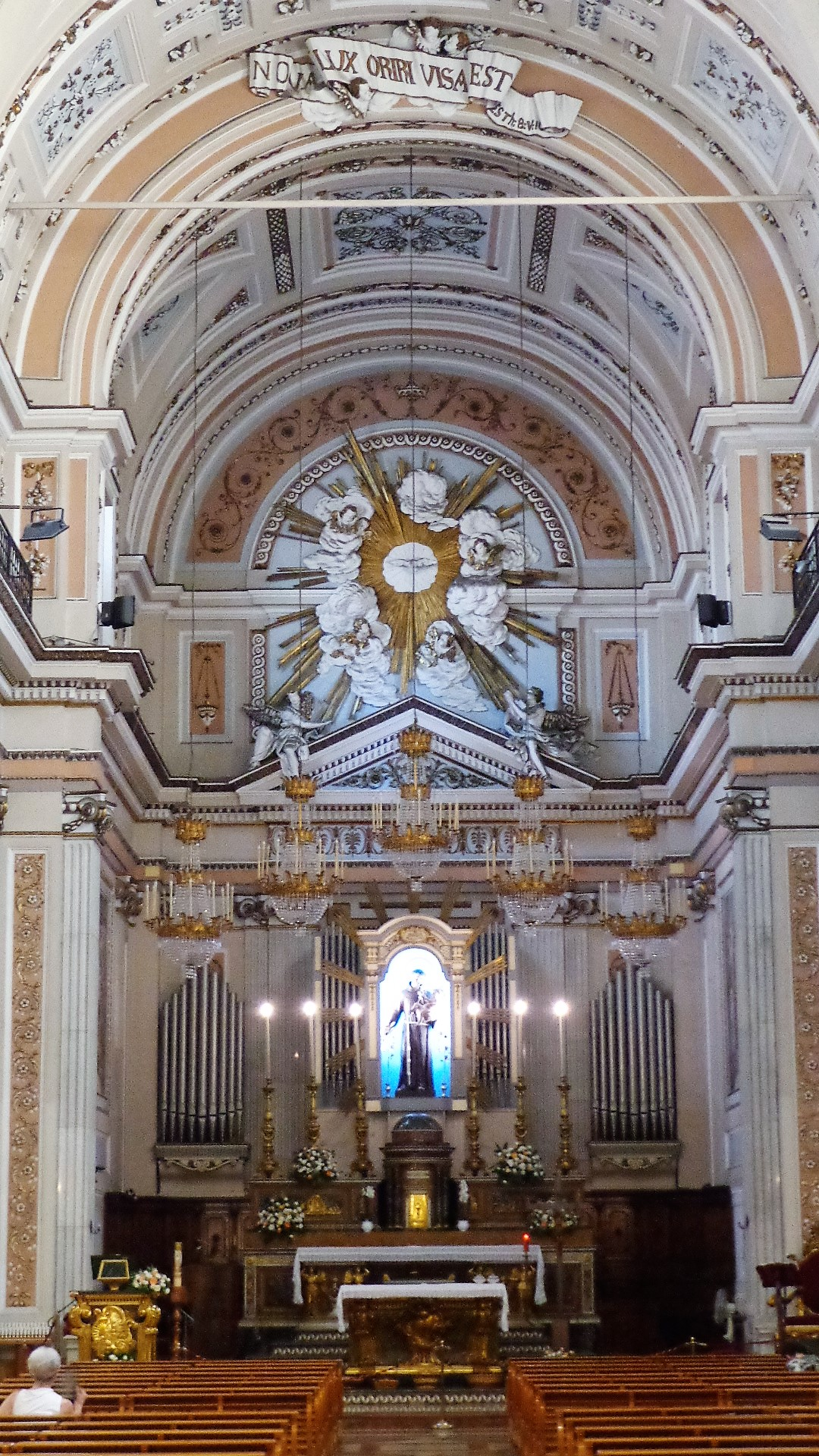
Presbiterio.

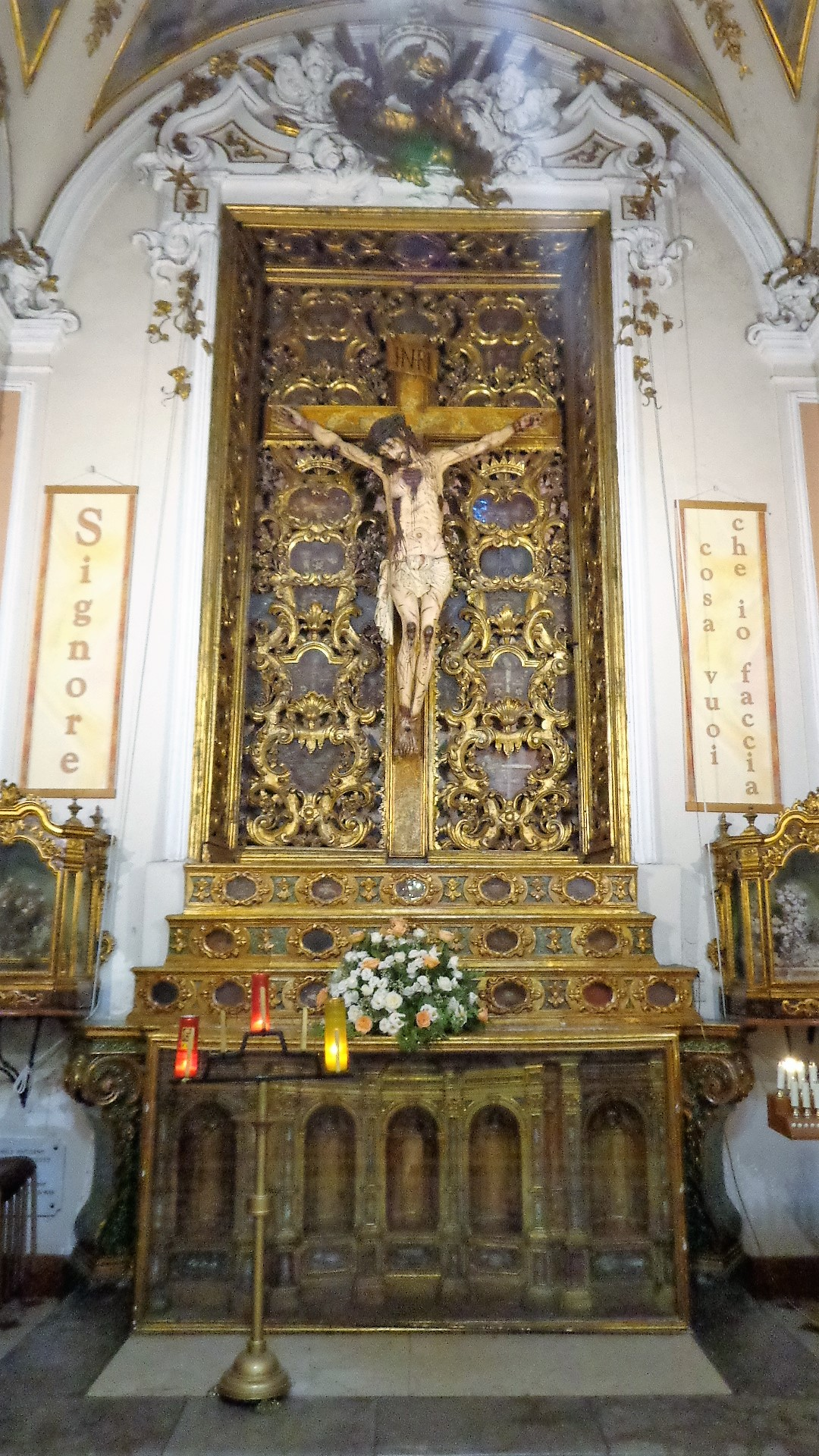
Cappella del Santissimo Crocifisso.

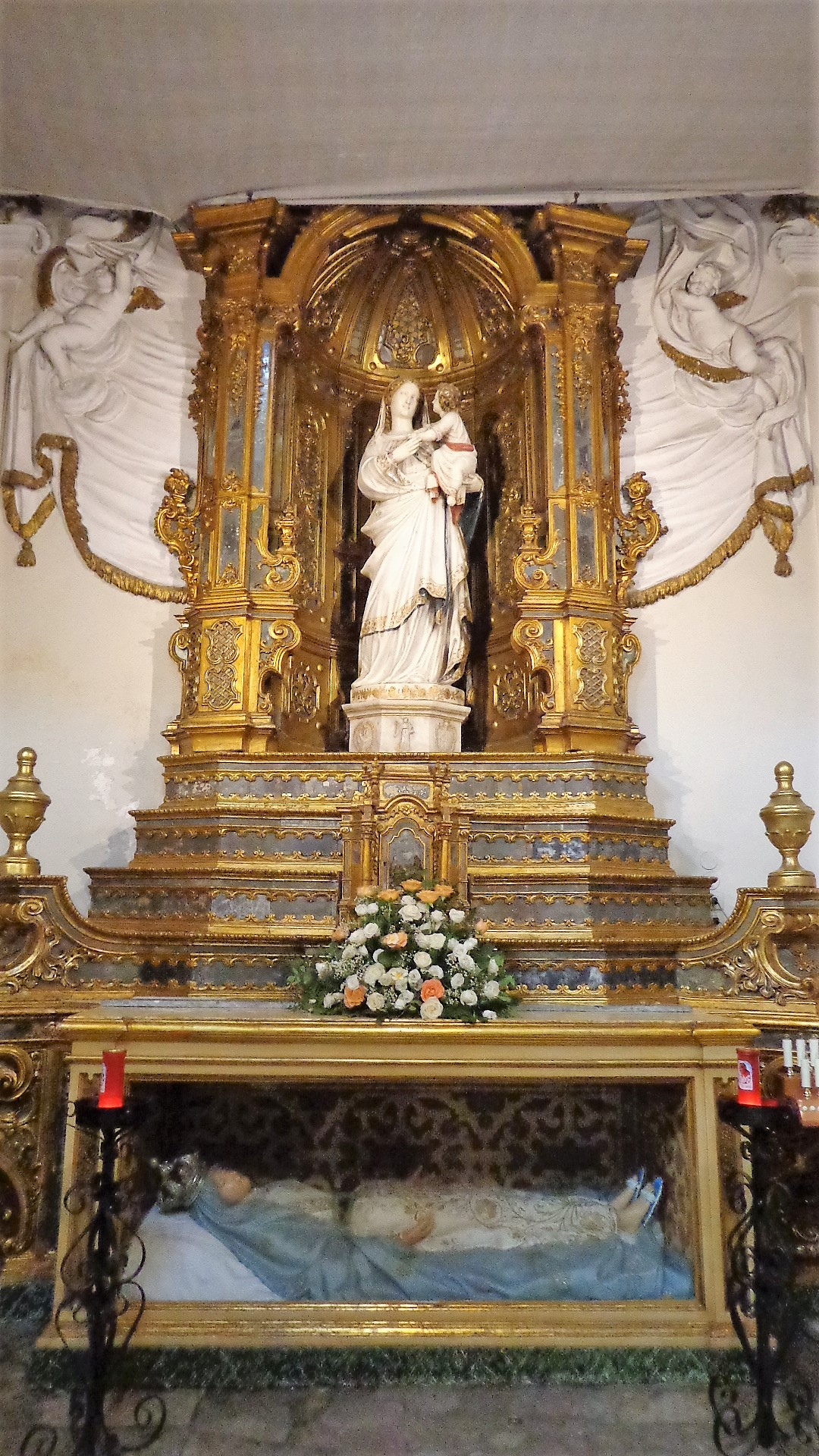
Cappella della Madonna di Trapani.

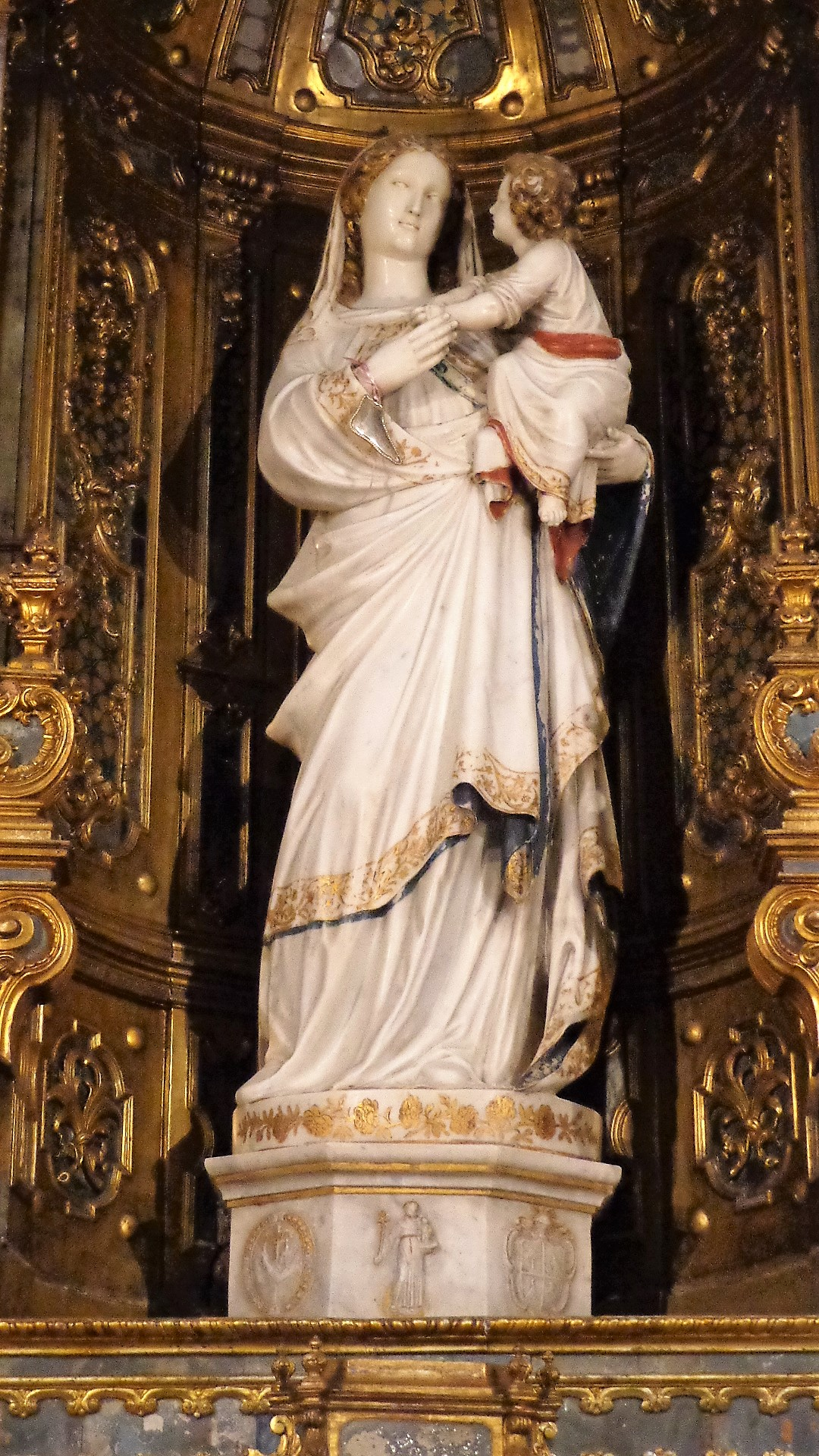
Statua della Madonna di Trapani.

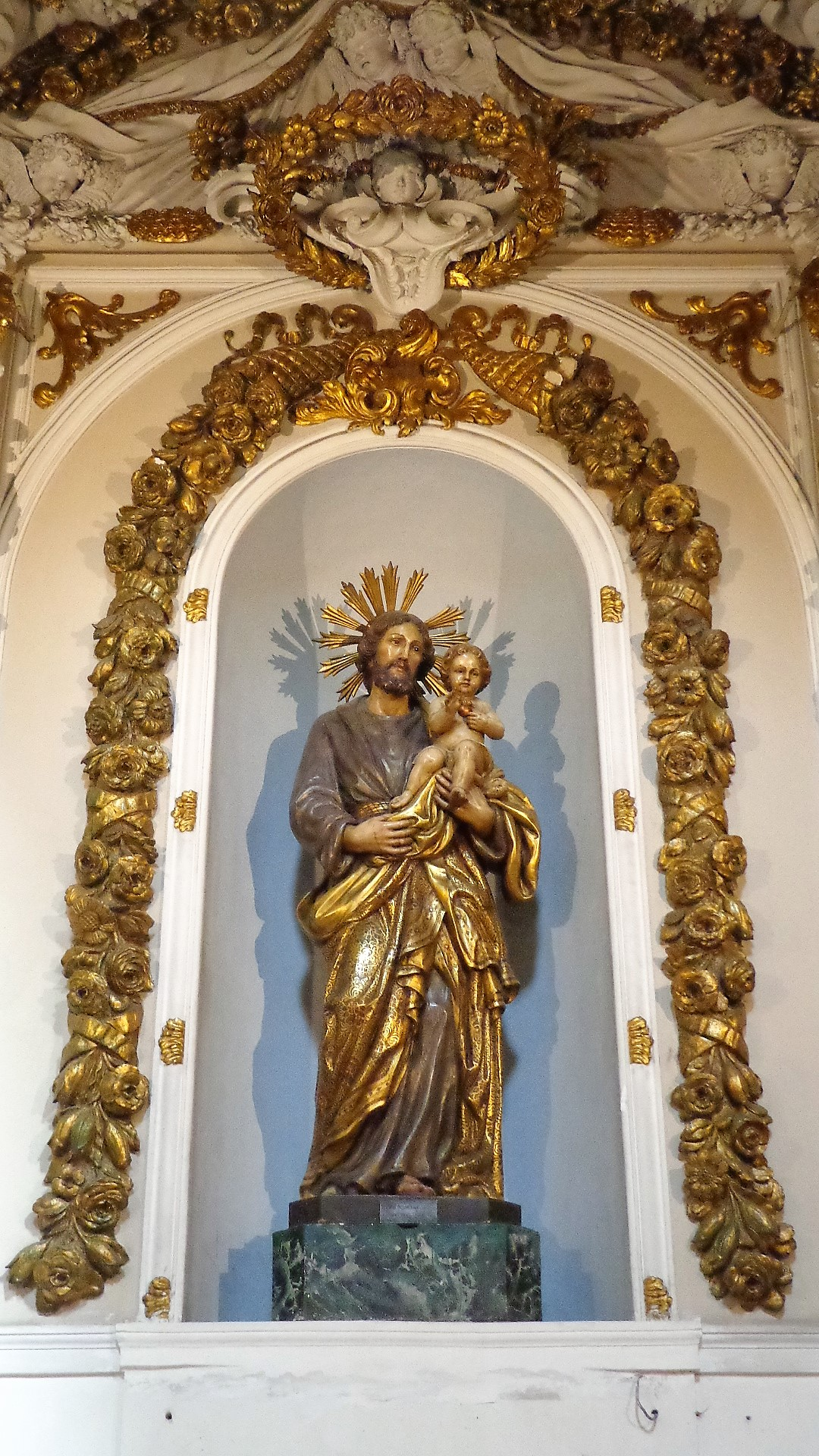
Statua di San Giuseppe.

Il complesso costituiva l'avamposto cittadino logistico e sanitario del monastero francescano aggregato alla chiesa di Santa Maria di Gesù, fuori Palermo.
La collocazione della prima pietra per la costruzione del complesso religioso, comprendente la chiesa e l'annesso convento presso la primitiva Porta di Vicari, avviene il 13 giugno 1630. L'atto di fondazione è redatto dal notaio Giovanni Battista Brocco il successivo 15 giugno, col benestare dell'arcivescovo Giannettino Doria e con il patrocinio del viceré di Sicilia Francisco Fernández de la Cueva, duca di Alburquerque.
I lavori di costruzione sono ultimati nel 1633 grazie all'interessamento e alle donazioni fatte dal viceré di Sicilia Fernando Enriquez Afán de Ribera, duca di Alcalá e del sovrano spagnolo Filippo III di Sicilia. Nel 1635 sono definiti il viale che conduce al mare, intitolato al duca di Alcalá (il cosiddetto "Stradone di Alcalá", oggi via Lincoln) e la piazza antistante ornata con un emiciclo marmoreo, opera giovanile di Mariano Smiriglio.
Nel 1793, con la costruzione della via Oreto, è demolita la vecchia porta di Vicari. La rimodulazione per opera di Marcantonio Colonna, principe di Stigliano, comporta la conformazione di una nuova porta d'accesso al centro storico di Palermo. Le statue raffiguranti Sant'Antonio di Padova e San Pietro d'Alcantara, che il progetto della porta nuova di Vicari prevedeva essere poste nelle nicchie presenti fra due colonne, confluiscono invece nel convento.
Nel 1873, La fontana della Ninfa è spostata nella piazza Alberigo Gentile.
Nel 1930, la chiesa è elevata al rango di santuario ed assume le funzioni di parrocchia.

## Descrizione

### Esterno
Il prospetto della chiesa è rivolto a oriente, ed è ornato da trabeazione e paraste doriche nei cantonali e coronato da frontone ove è presente un oculo. Una cancellata protegge un portale tardo manierista con timpano sormontato da finestra intermedia.
Negli anni 40 viene aggiunto il timpano e l'attico a conclusione del prospetto dell'edificio.

### Interno
Addossato alla controfacciata è presente il coro,. Sull'intradosso dell'arco del sottocoro vi è un affresco di Guglielmo Borremans del 1718 raffigurante la Gloria di Sant'Antonio. Sono altresì presenti scene di vita del santo opere di Pietro Novelli e Giuseppe Velasquez. Trovano collocazione due monumenti sepolcrali, rispettivamente risalenti al 1758 quello dedicato a Giuseppe Stella, e di fronte ad esso quello di monsignore Antonio Calcagno del 1773, opera attribuita a Ignazio Marabitti.
L'aula è a navata unica, con tre cappelle laterali intercomunicanti intervallate da nicchie. La definizione architettonica dei prospetti è neoclassica, ricca di elementi decorativi in stucco realizzati tra il 1793 ed il 1795 dagli stuccatori Salvatore Peres, Domenico Sanseverino e Giovanni Firriolo. La navata si articola attraverso una travata ritmica che alterna alle cappelle dei setti murari con paraste ioniche binate tra cui sono degli affreschi raffiguranti la vita di sant'Antonio: il Miracolo del bambino nella caldaia bollente e L'avaro che trova il cuore nello scrigno, opera di Pietro Novelli, mentre opera di Giuseppe Velasco sono: la Vergine che offre il Bambino a Sant'Antonio, Il piede riattaccato, La predica ai pesci, La risurrezione del morto, Sant'Antonio e i mendicanti. Un affresco è mancante in seguito alla realizzazione del pulpito.

#### Navata destra
- Prima campata: Cappella della Madonna dell'Aiuto. Sull'altare campeggia il dipinto della Madonna dell'Aiuto o Madonna di Betlemme, ambiente dedicato nel 1736. Il dipinto è una copia del XVII secolo della Vergine di Belen[7] proveniente da una casa privata il cui culto è introdotto dalla Spagna per opera del viceré di Sicilia Pedro Manuel Colón de Portugal, duca di Veragua.
- Seconda campata: Cappella del Sacro Cuore. Già Cappella della Madonna della Misericordia di Savona. La statua del Cristo posta sull'altare è di foggia neoclassica, alle pareti due affreschi raffiguranti Onorio III approva l'indulgenza e la Vergine placa l'ira del Figlio. Il dipinto, oggi ospitato nella pinacoteca, raffigura l'apparizione di Nostra Signora della Misericordia[8] il 18 marzo 1536 ad un contadino di Savona.
- Terza campata: Cappella di San Francesco d'Assisi. Affreschi di Giuseppe Crestadoro allievo di Vito d'Anna, statua del santo del XIX secolo, posta su un elegante altare marmoreo dal profilo mistilineo con tarsie e grandi volute aggettanti, realizzato nel XVIII secolo. La volta presenta al centro la Gloria di San Francesco raffigurato fra putti e simboli francescani. Alle pareti due tele della scuola di Vito D'Anna, rappresentano San Francesco che scaccia l'eresia e la Vergine consegna l'indulgenza. La statua sostituisce il dipinto raffigurante San Francesco d'Assisi, quadro opera di Andrea Carrera.
- Quarta campata: Cappella de Santissimo Crocifisso e reliquiario. Crocefisso  opera di frate Umile da Petralia inserito in un prezioso reliquiario ed altare in legno policromo e dorato. La volta ha degli sfondati prospettici in cui è affrescato il Risorto fra angeli, due eleganti teche rococò in legno dorato con Santa Rosalia e a sinistra San Girolamo, mentre alle pareti due tele raffiguranti scene della Passione. Il frate artista è sepolto in questo ambiente.

#### Navata sinistra
- Battistero sottocoro: realizzato agli inizi del '900, primitiva Cappella di San Pasquale Baylon. Dietro il fonte battesimale è custodita nella nicchia la statua di San Giovanni Battista.
- Prima campata: Cappella del Bambinello di Praga. Primitiva Cappella di Santo Stefano.
- Seconda campata: Cappella di San Giuseppe, primitiva Cappella di Sant'Anna. L'ambiente presenta una grandiosa decorazione in stucco con putti, drappi e fiori d'impronta serpottiana sul fronte e sulla volta. Gli affreschi sono di Antonio Grano raffiguranti putti nella volta, alle pareti Annuncio a Sant'Anna nel lunettone sinistro e Annuncio a San Gioacchino a destra. Nelle due cornici in stucco vi sono la Presentazione della Vergine e l'Estasi di San Pasquale.
- Terza campata: Cappella dell'Immacolata Concezione. Al centro è collocata la tela raffigurante l'Immacolata Concezione, opera di Pietro Novelli[1][9] databile intorno al 1627, posta su un altare con tarsie e marmi mischi del 1701. Al centro del paliotto è riprodotta la fons vitae sormontata da un baldacchino berniniano, opera di maestranze locali della scuola di Paolo Amato proveniente dal distrutto Oratorio del Presepe.[1] Sulle pareti entro cornici mistilinee due affreschi raffiguranti l'Immacolata tra San Francesco e Santa Chiara e la Disputa sull'Immacolata.
- Quarta campata: Cappella della Madonna di Trapani. Statua marmorea opera di Gaspare Guercio del 1654 posta in un superbo altare settecentesco, che si fonde con la decorazione in stucco della parete. La volta è concepita come uno fondo prospettico in cui sono dipinti il Padre Eterno benedicente fra putti. Alle pareti due tele di Giuseppe Crestadoro raffiguranti Assunzione e la Natività della Vergine.

#### Altare maggiore
Monumentale altare maggiore in stile neoclassico in marmi policromi e legno dorato decorato con angeli, scene bibliche e tabernacolo, a forma di tempietto circolare. Sull'altare all'interno di una teca lignea è collocata la statua di Sant'Antonio di Padova col bambino del XIX secolo, opera dello scultore palermitano Vincenzo Piscitello. La statua è caratterizzata dal libro dei vangeli a rimarcare le qualità del taumaturgo come predicatore e teologo, il giglio simbolo della purezza. L'opera sostituisce il primitivo quadro di Sant'Antonio di Padova.
In alto la raffigurazione dello Spirito Santo contornato da angeli e nubi posti entro una raggiera dorata. Dietro l'altare gli stalli del coro ligneo del XVIII secolo, alle pareti due affreschi del 1718 opere di Guglielmo Borremans raffiguranti la Comunione di Santa Teresa d'Avila e il Miracolo dell'Eucaristia. Al centro la mensa esempio di ebanisteria rococò, proveniente dall'altare di Santo Stefano.
Relativa al presbiterio è anche la cappella di San Benedetto il Moro, con statua del XVIII secolo, alle pareti due affreschi raffiguranti scene della sua vita.

## Convento degli Osservanti Riformati di San Francesco
Nel 1630 viene costruito, assieme alla chiesa, anche il convento degli Osservanti Riformati di San Francesco d'Assisi dell'Ordine dei frati minori riformati detti Zoccolanti. Nel 1642 l'edificio subisce un primo restauro, mentre nel 1667 si ha l'abbellimento, ingrandimento e perfezionamento dei locali.
Nel 1866, con l'emanazione delle leggi eversive, avviene la confisca dell'edificio, i cui spazi vengono destinati a magazzini e forni per l'esercito. Nel 1947, l'impianto torna ad ospitare i membri dell'Ordine dei frati minori riformati.
Nel 2004, l'Università degli Studi di Palermo riserva alcuni spazi come polo linguistico e museale.

## Cripte
L'ampia rete di cunicoli adibiti a sepolture ospitano i resti mortali di Gaspare Guercio e frate Umile da Petralia. Durante il periodo bellico viene operata la trasformazione per la realizzazione di rifugi antiaerei.

## Pinacoteca
Il complesso ospita una piccola pinacoteca dove sono conservati i dipinti originariamente ubicati nelle cappelle della chiesa, rimossi dopo che, nel XIX secolo, una serie di statue hanno preso il loro posto. I dipinti sono:
- Vincenzo Carrera, San Francesco riceve le stimmate, olio su tela, inizio XVII secolo. Vi si trova dipinto lo stemma dei Del Carretto, parenti e successori dei Curti fondatori della cappella.
- Geronimo Gerardi (attribuito), Sacra famiglia con i santi Anna, Onofrio e Rosalia, olio su tela, prima metà del XVII secolo.
- Gerardo Astorino, Apparizione della Madonna della misericordia di Savona, olio su tela, metà del XVII secolo.
- Autore ignoto, Lapidazione di Santo Stefano, olio su tela, secondo quarto del XVII secolo, proveniente dalla ex cappella di Santo Stefano oggi dedicata al Bambino di Praga, cui aveva il patronato la famiglia Cicala.

## Oratorio del Presepe
Si trattava di un ambiente annesso al complesso, documentato fino al primo ventennio del XIX secolo e oggi non più esistente.